# Tom Wilkens
Tom Wilkens (n. 25 noiembrie 1975, Middletown Township⁠(d), New Jersey, SUA) este un înotător ce a reprezentat Statele Unite ale Americii, medaliat olimpic. A participat la o ediție a Jocurilor Olimpice (2000) în care a câștigat două medalii de bronz.